# Ford Prefect
Ford Prefect – samochód osobowy klasy kompaktowej produkowany przez brytyjski oddział koncernu Ford Motor Company (Ford of Britain) w latach 1938–1961.

## Pierwsza generacja

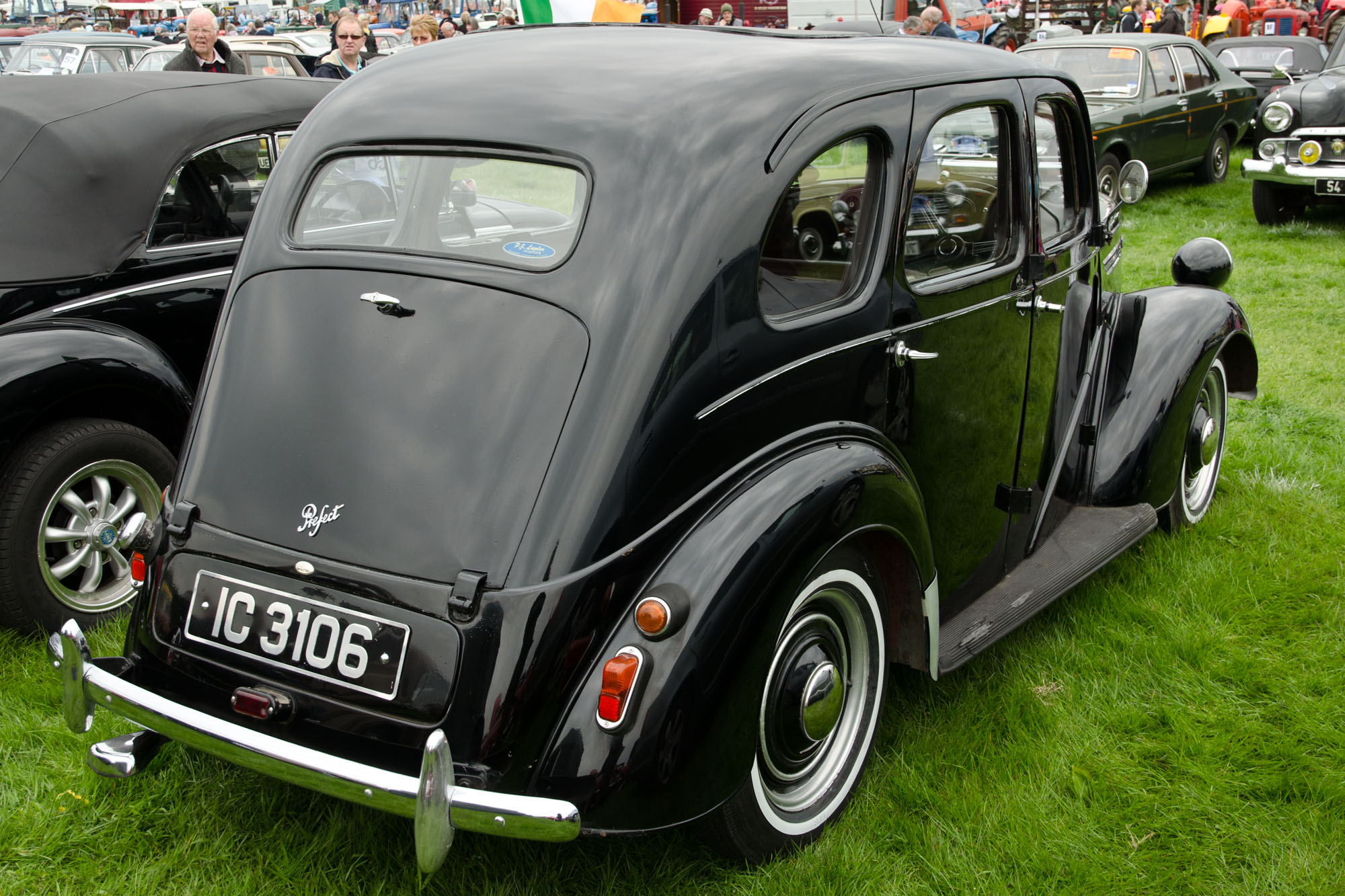
Ford Prefect I – tył

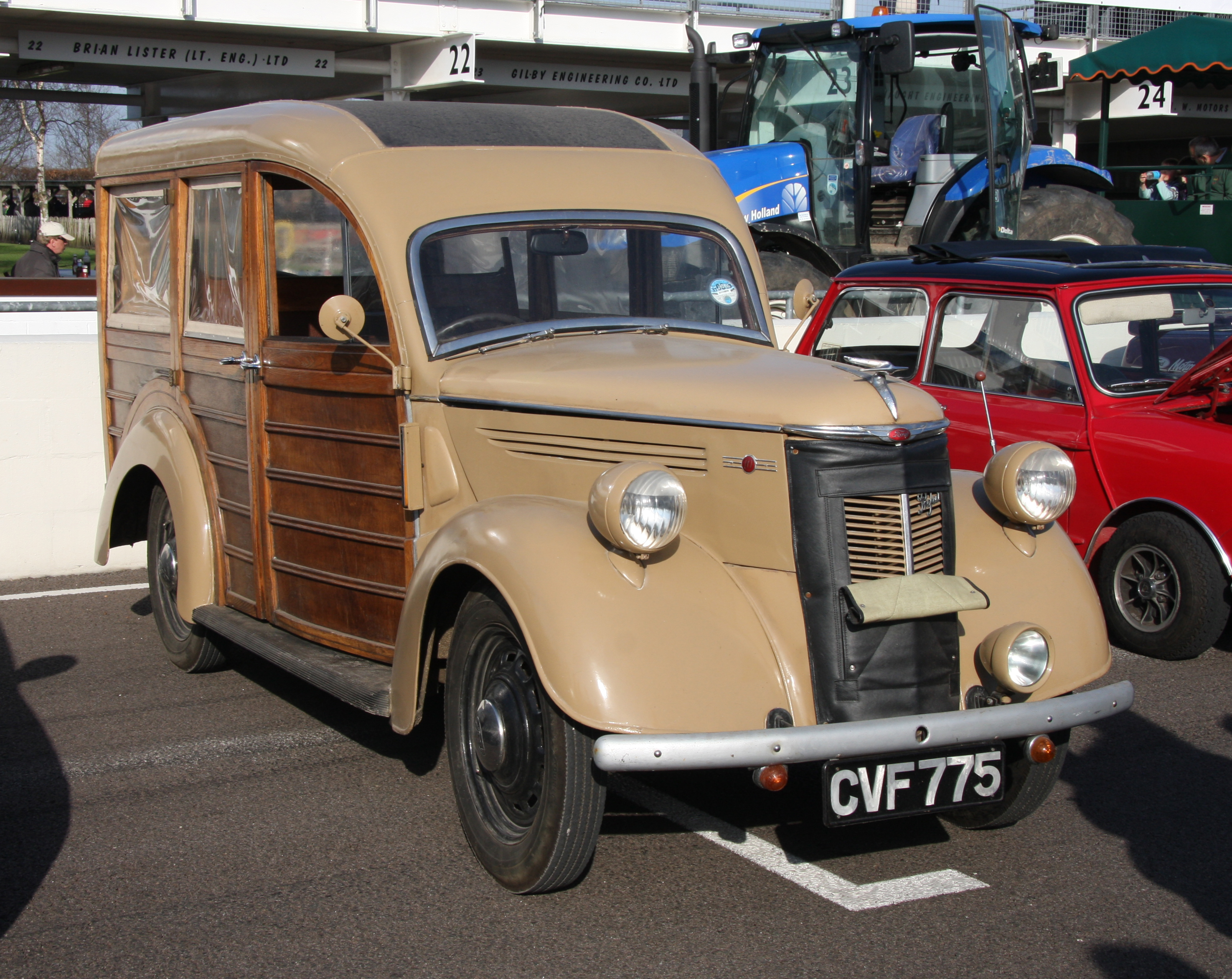
Ford Prefect I Van

Ford Prefect I został zaprezentowany po raz pierwszy w 1938 roku.
Jesienią 1938 roku brytyjski oddział Forda przedstawił nowy kompaktowy model, który opracowano z myślą zarówno o rynku Europy Zachodniej, jak i Australii i Nowej Zelandii. Samochód utrzymano w charakterystycznych dla motoryzacji późnych lat 30. XX wieku proporcjach. Nadwozie cechowały wyraźnie zaznaczone, zaokrąglone błotniki i krągłe proporcje z okrągłymi reflektorami i dużą, wąską atrapą chłodnicy.

### Australia
Niezależnie od rynku europejskiego, Ford Prefect pierwszej generacji przeszedł w Australii dwie modernizacje – w 1939 oraz 1945 roku. Obie obejmowały wygląd detali i przyniosły głównie zmiany w wyposażeniu. Na potrzeby tego rynku opracowano też specjalną odmianę nadwoziową – pickupa typu coupe utility.

### Silnik
- L4 1.2l Ford Side-Valve

## Druga generacja

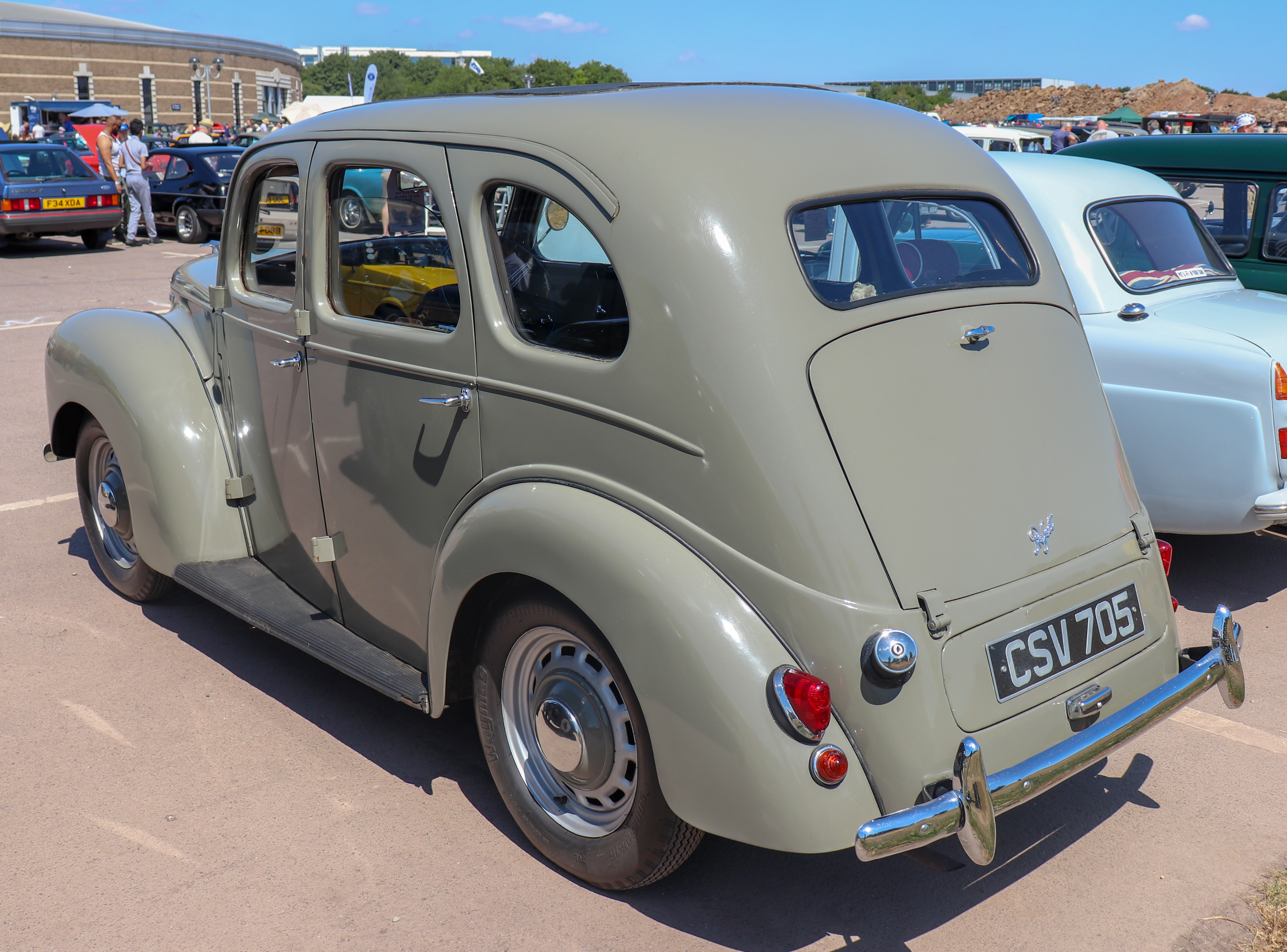
Ford Prefect II – tył

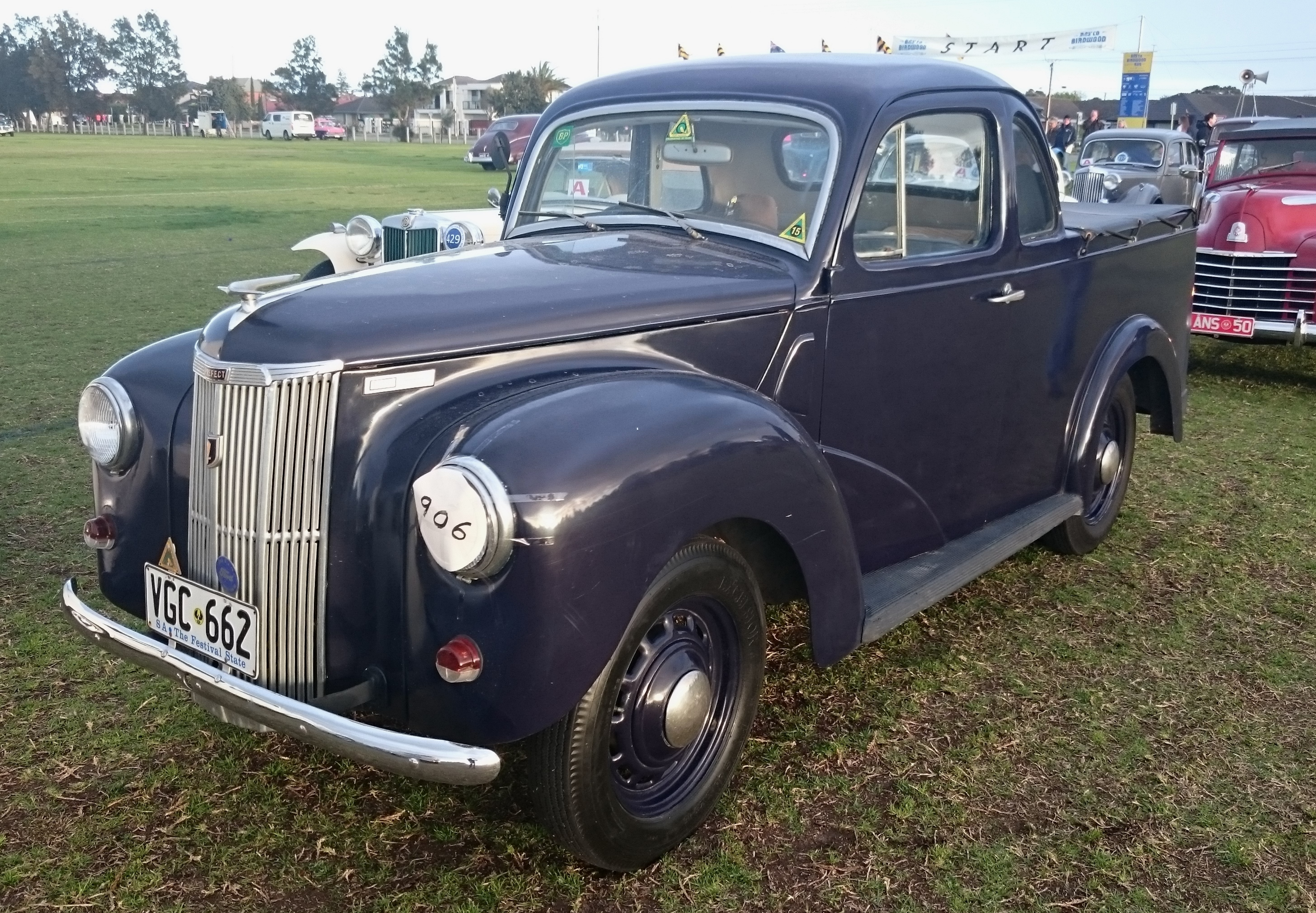
Ford Prefect II Ute

Ford Prefect II został zaprezentowany po raz pierwszy w 1949 roku.
Po trwającej 11 lat produkcji pierwszego wcielenia, w 1949 roku brytyjski oddział Forda przedstawił pierwszą powojenną, zupełnie nową, drugą generację modelu Prefect. Samochód zyskał bardziej zwarte proporcje nadwozia, które stało się krótsze i zyskało bardziej kompaktowe wymiary. Reflektory zostały umieszczone w błotnikach, a z przodu pojawiła się większa chromowana atrapa chłodnicy.

### Australia
Ford Prefect drugiej generacji był produkowany i oferowany w Australii z nieznacznymi wizualnymi modyfikacjami. Podobnie jak w przypadku poprzednika, gamę nadwoziową uzupełniła opracowana na potrzeby lokalnego rynku odmiana pickup w stylu coupe utility.

### Silnik
- L4 1.2l Ford Side-Valve

## Trzecia generacja

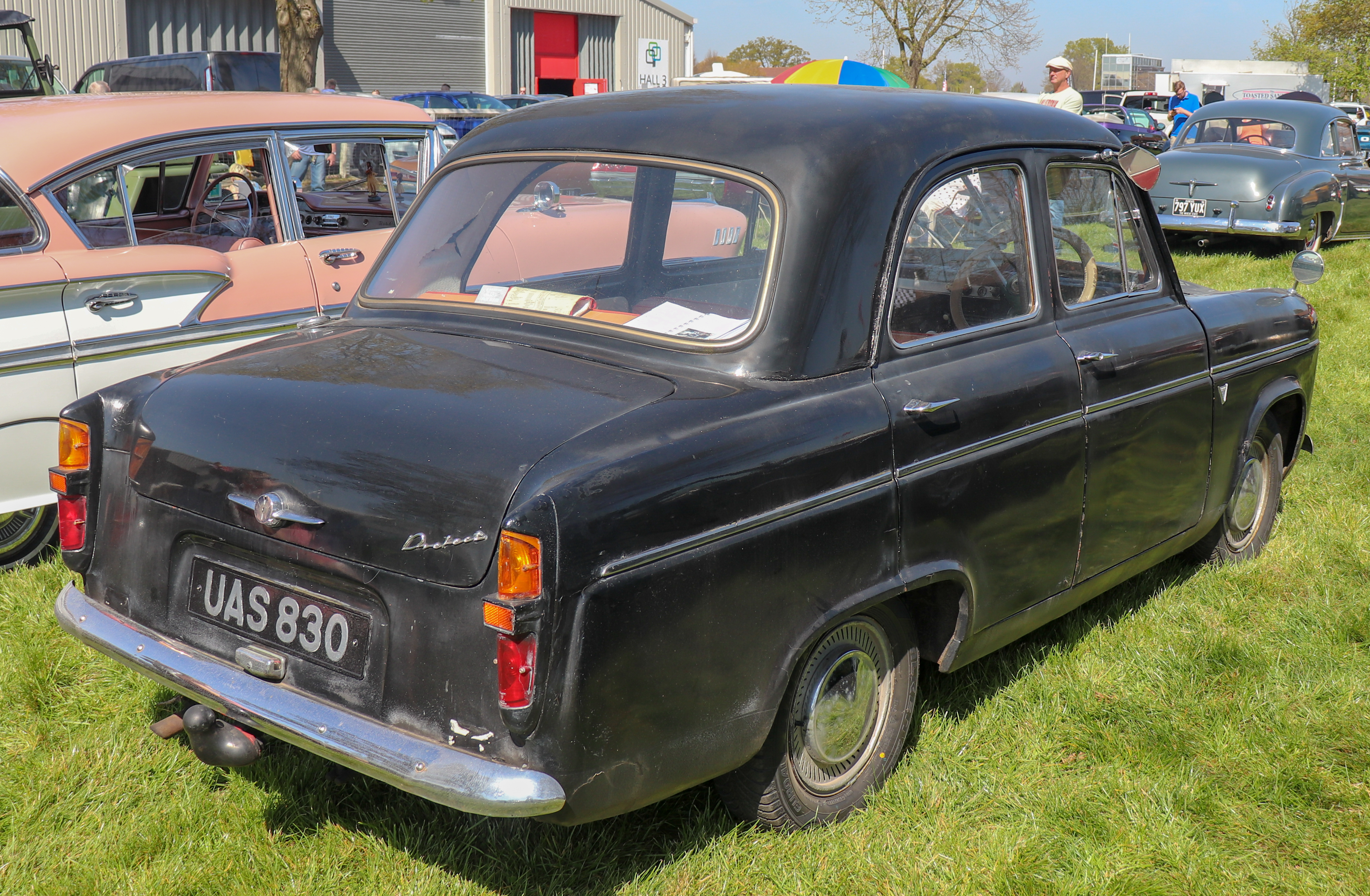
Ford Prefect III – tył

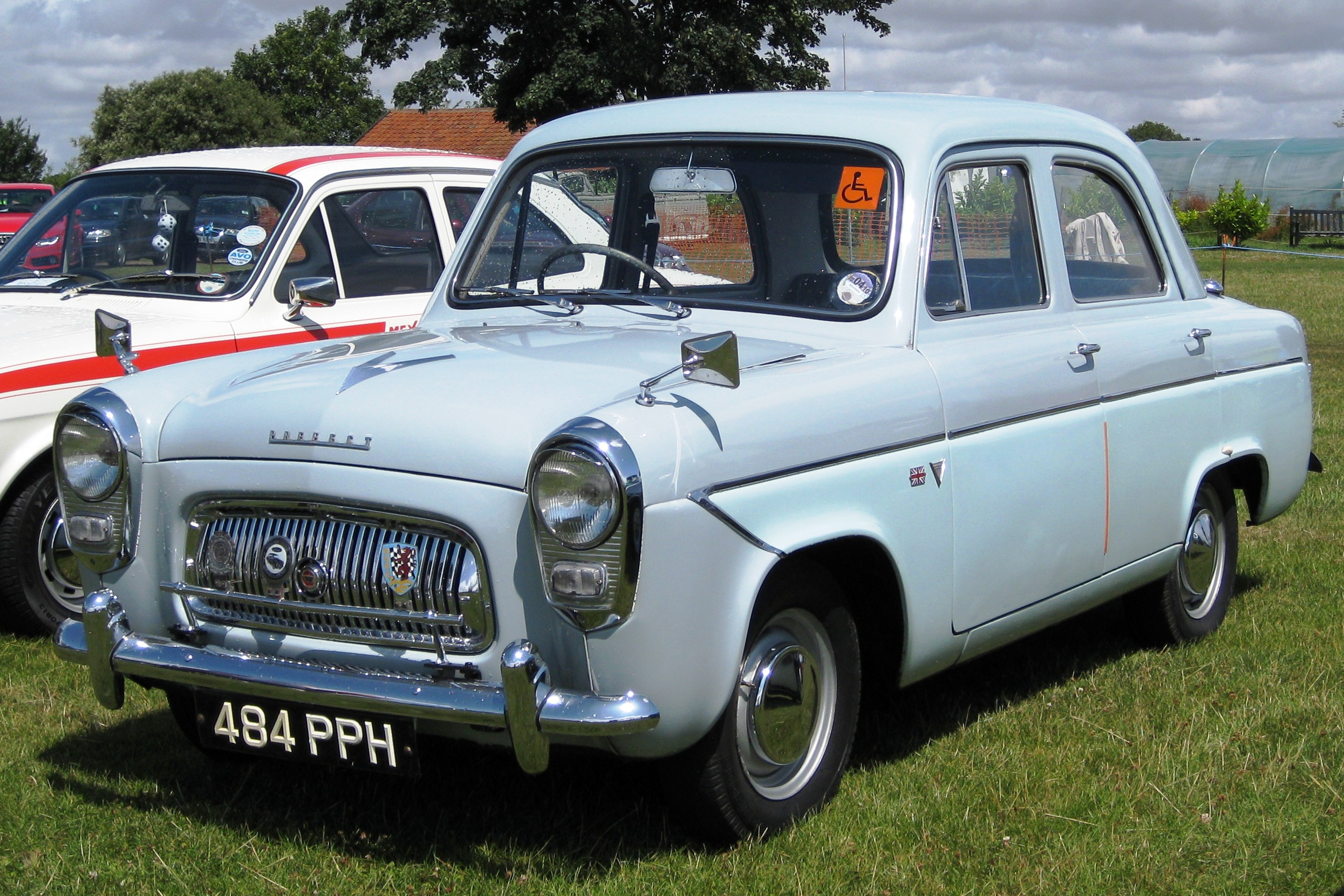
Ford Prefect III po liftingu

Ford Prefect III został zaprezentowany po raz pierwszy w 1953 roku.
Trzecia generacja Forda Prefect została opracowana przez brytyjski oddział marki w ramach zupełnie nowej koncepcji, całkowicie odchodząc od rozwiązań stosowanych w poprzednikach. Samochód oferowany był odtąd tylko w jednej wersji nadwoziowej jako 4-drzwiowy sedan. Proporcje stały się bardziej zwarte, zyskując foremne kształty bez awangardowych przetłoczeń. W zamian, Prefect trzeciej generacji zyskał liczne chromowane ozdobniki.

### Lifting
W 1959 roku Ford Prefect III przeszedł modernizację, w ramach której gruntownie odświeżono wygląd pasa przedniego. Pojawiły się nowe obudowy reflektorów, a także nowy wzór atrapy chłodnicy. Pod tą postacią produkowano przez kolejne 2 lata, po czym zastąpiła go szósta generacja dotychczas równolegle oferowanego modelu Anglia.

### Silniki
- L4 1.2l Ford Side-Valve